# Lo Campanar de Reus
Lo Campanar de Reus: senmanari humorístich y satírich va ser una publicació que sortí a Reus el 1879.

## Història
Era la primera revista publicada en català a la ciutat. D'això n'eren molt conscients els seus redactors, que convidaven a col·laborar a tots els lectors que tinguessin el desig d'escriure en català. Ideològicament s'inscriu en el catalanisme defensat per Valentí Almirall, tot i que és possible que els redactors no s'inspiressin tant en Almirall com en la tradició republicana local. El fundador va ser Josep Déu Francesch, que actuava com a director i era l'ànima del periòdic. Els redactors eren: Josep Roger, Pere Ortal, Pere Ripoll, Ricard Sable, Bonaventura Vallespinosa Sistaré, Modest Busquets Oliva des de Barcelona, fill de Modest Busquets i Torroja i els dibuixants Frederic Prieto i Felip Albiol. Sobre temes locals parlaven Faustí Planàs i Casimir Prieto Valdés. El periòdic publicava articles, poesies i diverses seccions, dues d'elles constants: "Arrels de campanar", on radicava principalment l'humorisme i la sàtira del periòdic, i "Embulls", on s'inserien endevinalles, fugues de vocals, xarades i jeroglífics. Els articles i els versos eren simplement literaris i alguns tiraven a festius. Els articles anaven signats amb pseudònims "Lo campaner" (Josep Déu), "Fiselvas" (Josep Roger), "Garbat" (Pere Ripoll), "Dos parayguas foradats"... però a partir del número sis apareixeran articles amb el nom dels seus autors.
En l'article de presentació diuen que volen contribuir al moviment regenerador "de la nostra llengua y dels fets de la patria catalana, abordem una empresa tal vegada superior á nostre merit". A l'últim paràgraf de l'article veiem que probablement la intenció dels seus redactors no era fer un setmanari satíric: "Ara bé, donat lo moviment regenerador de Barcelona ¿com havia de mostrarse sorda Reus á son impuls sentne de Catalunya la segona ciutat? no; y encara que ab debil veu i curt alé […] comensa á respondrer avuy als seus companys, Lo Renaixement, Lo Gay Saber, Lo Nunci, La Campana de Gràcia, l'Avi, y altres, ab lo seu Lo Campanar de Reus". Al número sis, i signat per Pere Ripoll, es lamenta perquè Reus no es crea una "Associació Catalanista Científica" que "estigués destinada al foment de les lletres pàtries, poguentse a un temps dedicarse a las excursions científicas de nostra provincia". Fins al cap de set anys no es constituí l'Associació Catalanista de Reus.
Marc Ferran, autor d'una monografia sobre la premsa satírica reusenca, explica que al llarg dels articles ens mostra una lleu tendència anticlerical, cosa que mostra un clar tarannà liberal i republicà. Segons l'historiador reusenc Pere Anguera, la sàtira era aigualida, referida més a qüestions abstractes i genèriques, de crítica intemporal i apersonal, que no pas a situacions o a protagonistes concrets.
Quan va desaparèixer va ser continuat per La Guita, que només publicà un número, el 19 de juliol de 1879. D'aquesta revista es coneix un únic exemplar a l'Arxiu Històric de Barcelona. De La Guita en donen notícia Gras i Elies ("Las caricaturas eran debidas al malogrado artista Felipe Albiol") i Torrent/Tasis

## Aspectes tècnics
En sortiren 16 números, del 22 de març de 1879 al 13 de juliol del mateix any, mida foli i quatre planes. Els números es deien "esglaons". L'impressor era Estampa de Sabater, que canvià al cap de poc per la Litografia de Pere Bofarull, i a partir del número 11, a l'Estampa de Torroja i Tarrats. La capçalera il·lustrada, mostrava un dibuix del campanar, que canvià tres cops al llarg dels setze números. Cada exemplar tenia un dibuix, que en els primers números era a la primera plana i posteriorment a la tercera o bé a la quarta, que malgrat el comentari de Gras i Elies ("lo mejor que contenía eran las caricaturas"), era de poca qualitat. Sortia setmanalment.

## Localització
- Una col·lecció completa a la Biblioteca Central Xavier Amorós de Reus.[10]
- Una col·lecció a la Biblioteca de Catalunya.[11]